# 블리치: 해방된 야망
《블리치: 해방된 야망》(BLEACH 〜放たれし野望〜)은 2006년 2월 16일 소니 컴퓨터 엔터테인먼트에서 발매된 플레이 스테이션 2용 RPG게임이다. 만화, 애니메이션 블리치를 원작으로 하고 있다.